# Pat O'Brien (1948-)
Pour les articles homonymes, voir Pat O'Brien.
Patrick John O'Brien, dit Pat O'Brien, est un acteur américain né le 14 février 1948 à Sioux Falls, Dakota du Sud (États-Unis).

## Filmographie

### Cinéma
- 1998 : BASEketball : Pat O'Brien
- 1998 : Welcome to Hollywood : Pat O'Brien
- 1999 : Dill Scallion : Pat O'Brien
- 2002 : Frank McKlusky, C.I. : Gymnastics Announcer
- 2002 : Méchant menteur de Shawn Levy : Pat O'Brien
- 2003 : Pauly Shore Is Dead : Pat O'Brien
- 2004 : Scooby-Doo 2 : Les monstres se déchaînent de Raja Gosnell : Lui-même
- 2004 : Jiminy Glick in Lalawood de Vadim Jean : Pat O'Brien
- Date inconnue : Wish Man

### Courts-métrages
- 2010 : Wax On, Fuck Off
- 2011 : Ed Hardy Boyz 2: The Case of When That Hot Filipina Girl Lost Her Tramp Stamp at Mini-Golf
- 2012 : Gamechangers Ep. 4: The Rant Writer 2
- 2012 : NBA Fashion with Pat O'Brien
- 2013 : The First Gay Sportscaster
- 2014 : Dan Gilbert Apologizes to Lebron James

### Télévision

#### Séries télévisées
- 1995 : The Larry Sanders Show : Pat O'Brien
- 1996 : In the House : Interviewer
- 1996 : The Road to Olympic Gold : Co-Présentateur
- 1999 : Les Simpson : Pat O'Brien
- 2001 : Arliss : Pat O'Brien
- 2002 : La Treizième Dimension : Mr. Motivation
- 2002 : The Bernie Mac Show : Pat O'Brien
- 2003 : Jimmy Kimmel Live!
- 2010 : Cubed : Pat O'Brien
- 2013 : Hot Package : Pat O'Brien
- 2014 : The Mindy Project : Pat O'Brien

#### Téléfilms
- 1996 : Fairway to Heaven : Announcer
- 1996 : Mind, Body & Sports
- 2005 : The Greatest Commercials: Super Bowl vs the World : Présentateur